# Duo505
Duo505 ist ein österreichisches Indietronic-Duo aus Wien und besteht aus dem Electronic-Künstler Bernhard Fleischmann und dem klassisch geschulten Gitarristen Herbert Weixelbaum. Der Bandname „Duo505“ ist eine Zusammensetzung von Duo und der Bezeichnung der von den beiden Mitgliedern benutzten Groovebox MC-505 des Herstellers Roland.

## Bandgeschichte
Duo505 entstand 2001, als der Wiener Konzertveranstalter Wolfgang Kopper die beiden Musiker ermutigte, gemeinsam mit ihren Grooveboxen aufzutreten. Anlässlich des jährlich am Wiener Gürtel stattfindenden Gürtel Nightwalk gaben dann Fleischmann und Weixelbaum ein gemeinsames Konzert, das zunächst als einmalige Kooperation gedacht war. Die beiden Musiker fanden aber Gefallen an der musikalischen Zusammenarbeit und beschlossen, weitere Konzerte zu geben und später gemeinsam Songs zu schreiben und einzuspielen. Im August 2004 wurde schließlich bei Morr Music das Debütalbum Late veröffentlicht. 2004 gingen Fleischmann und Weixelbaum mit anderen Musikern von Morr Music in den USA und in Kanada auf Tour. Für ihr zweites Album Another Illusion, das 2008 erschienen ist, wechselte Duo505 zum Wiener Label Konkord.

## Stil
Die beiden Musiker gehen bei gemeinsamen Aufnahmen meist so vor, dass einer jeweils etwas zu den Stücken des anderen hinzufügt. Die unterschiedlichen Musikstile von Weixelbaum und Fleischmann ergänzen sich dabei und ergeben einen neuartigen Sound. Fleischmanns Zurückhaltung und leichte Melancholie weichen einer rockigen Zuversicht mit nur wenigen nachdenklichen Momenten. Die geradlinigen und homogenen Musikstücke des Duos rufen beim Zuhörer suggestive und traumartige Bilder hervor.

## Diskografie

### Alben
- 2004: Late (Morr Music)
- 2008: Another Illusion (Konkord)
- 2011: Walzer oder nicht (Morr Music)

### Kompilationsbeiträge
- Nochwas/Facing It − Monsters Of Morr Music: USA/Canada Tour 2004 (Morr Music)